# Henri Leclercq
Henri Leclercq (Tournai, 4 dicembre 1869 – Londra, 23 marzo 1945) è stato un teologo francese e storico della chiesa.

## Biografia
Nato in Belgio, Leclercq frequentò la scuola cattolica di Tournai ma la abbandonò all'età di 17 anni quando sua madre trasferì la famiglia a Parigi; suo padre era morto nel 1874. Divennero cittadini francesi ed egli fece il servizio militare volontario in Francia, dal 31 ottobre 1889 al 31 ottobre 1892, congedandosi come sergente di fureria; in seguito, come riservista, divenne sottotenente.
Nell'autunno del 1893 entrò nell'abbazia benedettina di Solesmes e prese i voti il 15 gennaio 1895. Con il priore Fernand Cabrol e altri monaci fu inviato, nel 1896, a Farnborough, nel sud dell'Inghilterra, dove l'ex imperatrice Eugenia de Montijo aveva fondato l'Abbazia di San Michele. Qui fu ordinato sacerdote il 24 agosto 1898. Spinto da Cabrol e con il suo aiuto (sebbene i semi fossero probabilmente già piantati a Solesmes) iniziò a scrivere i libri storici sostanziali per cui divenne noto, tra cui il Dictionnaire d'archéologie chrétienne et de liturgie, che egli stesso curò dopo la morte di Cabrol. Per completare questi volumi trascorse sempre più tempo a Londra, nella sala di lettura del British Museum. Questo a sua volta lo portò ad un incarico nell'ospedale italiano di Queen's Square; in seguito si trasferì nella casa della Congregazione di Nostra Signora di Sion a Bayswater, lasciando i benedettini per entrare a far parte del clero dell'arcidiocesi cattolica romana di Westminster.
Le sue opere sono giudicate in modo diverso dagli studiosi, sebbene siano considerate ancora utili per la loro ricchezza di materiale primario. I suoi manoscritti finali non furono pubblicati fino alla fine della seconda guerra mondiale.

## Pubblicazioni selezionate
Vedi anche Klauser, pp. 137-144.
- (con Fernand Cabrol) Relliquiae liturgicae vetustissimae, 2 vol., Parigi 1902. 1913.
- Les martyrs. Recueil des pièces authentiques sur les martyrs depuis les origines du christianisme jusqu'au XXe siècle , 15 vol., Parigi e Tours 1902-1924.
- (con Fernand Cabrol e altri) Dictionnaire d'archéologie chrétienne et de liturgie, 15 volumi doppi, Parigi 1903–1953.
- L'Afrique Chrétienne, 2 vol., Parigi 1904.
- L'Espagne chrétienne, Parigi 1906.
- Carl Joseph Hefele, Histoire des conciles d'après les documents originaux. Nouvelle traduction française corrigée et augmentée par un religieux bénédictin (da vol. 2.2, di Henri Leclercq ), 9 volumi doppi, Parigi 1907-1931.
- Manuel d'archéologie chrétienne depuis les origines jusqu'au VIIIe siècle, 2 vol., Parigi 1907.
- "Histoire du déclin et de la chute de la monarchie française" (questo er il "titolo provvisorio", i singoli volumi compaiono con il proprio nome), 11 vol., Parigi 1921-1940.
- Saint-Benoît-sur-Loire. Les reliques, le monastère, l'église , Parigi 1925.
- La vie de Notre-Seigneur Jésus-Christ, Parigi 1928.
- La vie chrétienne primitive, Parigi 1928.
- L'ordre bénédictin, Parigi 1930.
- A Chronicle of Social and Political Events from 1640 to 1914. In: Edward Eyre (ed. ), Civiltà europea. La sua origine e sviluppo, vol. 6, Londra 1937, pagg. 1-717.
- Mabillon, 2 vol., Parigi 1953. 1957.